# エドワード・ヤング (神学者)
エドワード・ジョウゼフ・ヤング（Edward Joseph Young, 1907年11月29日 - 1968年2月14日）は、アメリカの旧約聖書に関する神学者。福音主義保守陣営の最も優れた旧約聖書学者の一人と評価されている。

## 生涯
1907年にカリフォルニア州サンフランシスコ市に生まれた。スタンフォード大学に学ぶ、ウェストミンスター神学校で神学教育を受けた。卒業後、米国正統長老教会の教役者として牧会に従事した。
その後、ドイツのライプツィヒ大学、スペインのマドリードやエルサレムで学んだ後、ドロプシー大学大学院で学び、1943年に博士号を取得した。
その後、ウェストミンスター神学校で旧約聖書学の教授として活躍した。ニュー・インターナショナル・コメンタリーの旧約部門初代編集主任を務める。

## 著書
- 『旧約聖書緒論』（聖書図書刊行会）
- 『旧約聖書の神学』（服部嘉明訳、聖恵授産所出版部）
- 『ダニエルの預言』
- 『アラビア語初歩文法』
- 『イザヤ書注解』